# Funambulus layardi
Funambulus layardi es una especie de roedor de la familia Sciuridae.

## Distribución geográfica
Es endémica de Sri Lanka. 

## Estado de conservación
Se encuentra amenazada de extinción por la pérdida de su hábitat natural.